# Sagrado Corazón de Jesús (Huancabamba)
Sagrado Corazón de Jesús es un caserío peruano ubicado en el distrito de Huancabamba, perteneciente a la provincia homónima del departamento de Piura, al norte del Perú. 

## Ubicación
Sagrado Corazón de Jesús se ubica al norte de la provincia de Huancabamba, en el distrito de Huancabamba, en el departamento de Piura.

## Demografía
En 2017 Sagrado Corazón de Jesús tenía una población de 171 habitantes.